# La Motte-Fouquet
La Motte-Fouquet – miejscowość i gmina we Francji, w regionie Normandia, w departamencie Orne.
Według danych na rok 1990 gminę zamieszkiwało 161 osób, a gęstość zaludnienia wynosiła 17 osób/km² (wśród 1815 gmin Dolnej Normandii La Motte-Fouquet plasuje się na 725. miejscu pod względem liczby ludności, natomiast pod względem powierzchni na miejscu 546.).